# Taekwondo ai III Giochi europei
Gli incontri di taekwondo ai III Giochi europei sono stati disputati tra il 23 e il 26 giugno a Cracovia, presso la Krynica-Zdroj Arena.

## Podi

### Maschili
| Specialità | Oro                  | Argento                | Bronzo                                        |
| 54 kg      | Hugo Arillo Vazquez  | Sayyad Dadashov        | Andrea Conti Konstantinos Dimitropoulos       |
| 58 kg      | Adrián Vicente Yunta | Jack Woolley           | Gashim Magomedov Cyrian Ravet                 |
| 63 kg      | Dennis Baretta       | Lovre Brečić           | Joan Jorquera Souleyman Alaphilippe           |
| 68 kg      | Javier Pérez Polo    | Bradly Sinden          | Konstantinos Chamalidis Otto Herlev Jørgensen |
| 74 kg      | Zurab Kintsurashvili | Nedžad Husić           | Daniel Quesada Barrera Stefan Takov           |
| 80 kg      | Edi Hrnic            | Richard André Ordemann | Apostolos Telikostoglou Hüseyin Kartal        |
| 87 kg      | Ivan Šapina          | Patrik Divkovič        | Kelen Bailey Raul Martínez Gárcia             |
| 87+ kg     | Caden Cunningham     | Dejan Georgievski      | Paško Božić Emre Kutalmış Ateşli              |

### Femminili
| Specialità | Oro                   | Argento                  | Bronzo                                   |
| 46 kg      | Lena Stojković        | Sofia Zampetti           | Süheda Nur Celik Kyriaki Kouttouki       |
| 49 kg      | Adriana Cerezo        | Merve Dinçel             | Supharada Kisskalt Maddison Samant Moore |
| 53 kg      | Ivana Duvančić        | Alma María Pérez Parrado | Dominika Hronová Luca Marta Patakfalvy   |
| 57 kg      | Jade Jones            | Luana Marton             | Hatice Kübra İlgün Kristina Tomić        |
| 62 kg      | Sarah Chaari          | Petra Stolbova           | Jolanta Tarvida Aaliyah Powell           |
| 67 kg      | Aleksandra Perišić    | Cecilia Castro Burgos    | Magda Wiet-Hénin Natalia D'Angelo        |
| 73 kg      | Sude Yaren Uzunçavdar | Nadica Božanić           | Althéa Laurin Nika Klepac                |
| 73+ kg     | Nafia Kuş             | Aleksandra Kowalczuk     | Kalina Boyadzhieva Solène Avoulète       |

## Medagliere
| Pos.   | Paese                | Oro | Argento | Bronzo | Totale |
| ------ | -------------------- | --- | ------- | ------ | ------ |
| 1      | Spagna               | 4   | 2       | 3      | 9      |
| 2      | Croazia              | 3   | 1       | 3      | 7      |
| 3      | Turchia              | 2   | 1       | 3      | 6      |
| 4      | Gran Bretagna        | 2   | 1       | 2      | 5      |
| 5      | Italia               | 1   | 1       | 2      | 4      |
| 6      | Serbia               | 1   | 1       | 1      | 3      |
| 7      | Danimarca            | 1   | 0       | 1      | 2      |
| 8      | Georgia              | 1   | 0       | 0      | 1      |
| 8      | Belgio               | 1   | 0       | 0      | 1      |
| 10     | Ungheria             | 0   | 1       | 2      | 3      |
| 11     | Rep. Ceca            | 0   | 1       | 1      | 2      |
| 11     | Azerbaigian          | 0   | 1       | 1      | 2      |
| 13     | Bosnia ed Erzegovina | 0   | 1       | 0      | 1      |
| 13     | Macedonia del Nord   | 0   | 1       | 0      | 1      |
| 13     | Norvegia             | 0   | 1       | 0      | 1      |
| 13     | Polonia              | 0   | 1       | 0      | 1      |
| 13     | Slovenia             | 0   | 1       | 0      | 1      |
| 13     | Irlanda              | 0   | 1       | 0      | 1      |
| 19     | Francia              | 0   | 0       | 5      | 5      |
| 20     | Grecia               | 0   | 0       | 3      | 3      |
| 21     | Germania             | 0   | 0       | 2      | 2      |
| 22     | Lettonia             | 0   | 0       | 1      | 1      |
| 22     | Cipro                | 0   | 0       | 1      | 1      |
| 22     | Bulgaria             | 0   | 0       | 1      | 1      |
| Totale | Totale               | 16  | 16      | 32     | 64     |